# Comté de Barrhead No 11

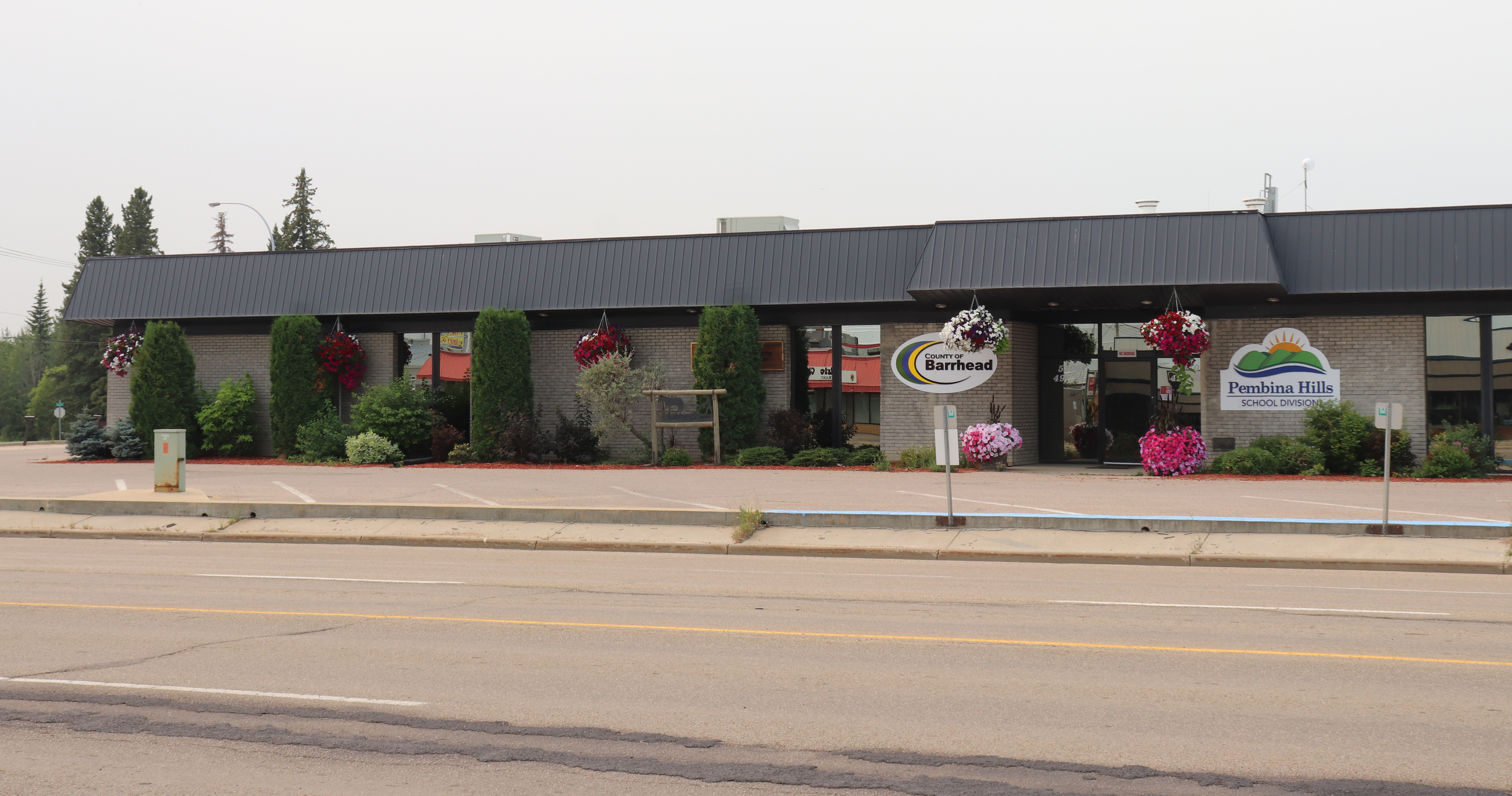
Bureau du comté de Barrhead

Le comté de Barrhead No 11 (anglais : Barrhead County No. 11) est un district municipal de 6096 habitants, situé dans la province d'Alberta, au Canada.

## Démographie
| 2001  | 2006  | 2011  | 2016  |
| ----- | ----- | ----- | ----- |
| 5 768 | 5 845 | 6 096 | 6 288 |

## Communautés et localités
Bourgs
- Barrhead

Hameaux
- Campsie
- Manola
- Neerlandia
- Thunder Lake

Localités
- Belvedere
- Bloomsbury
- Cam-Bar Estates
- Camp Creek
- Campsie Cove
- Dunstable
- Düsseldorf
- Freedom
- Gardenview
- Greendale Subdivision
- Highridge
- Holmes Crossing
- Idle Hours
- Lawton
- Lightning Bay
- Lunnford
- Mahar Subdivision
- Meadowview
- Mellowdale
- Moonlight Bay Estates
- Moose Wallow
- Mosside
- Mystery Lake
- Naples
- Park La Nonne
- Roselea
- Sion
- Stewartfield
- Summerlea
- Tiger Lily
- Vega